# Revaz Lashkhi
Revaz Lashkhi est un lutteur géorgien né le 26 mai 1988 à Borjomi.

## Palmarès

### Jeux olympiques
- Jeux olympiques d'été de 2012 à Londres :
  -  Médaille d'argent en moins de 60 kg

### Championnats d'Europe
- Championnats d'Europe 2011 à Dortmund
  -  Médaille d'or dans la catégorie des moins de −60 kg